# Charles de Merode (1762-1830)
Pour les articles homonymes, voir Merode.
Charles de Merode, de son nom complet Guillaume Charles Ghislain de Merode, comte de Merode de Westerloo, prince de Rubempré et d'Everberghe, né à Bruxelles le 16 septembre 1762, mort à Bruxelles le 18 février 1830, est un homme politique bruxellois.

## Biographie
Il naît le 16 septembre 1762 à Bruxelles dans l'illustre famille de Merode, fils de Philippe comte de Merode et de Marie Catherine Josephe de Merode-Rubempré, dernière de sa branche.
Il suit la carrière des armes.
Il est ministre plénipotentiaire de Joseph II auprès des Provinces-Unies en 1788, mais se démet de ses fonctions diplomatiques lorsque la révolution brabançonne éclate. Il vient alors reprendre sa place aux États du Hainaut et est envoyé en Hollande par le congrès national dans l'espoir d'y lier des négociations.
Les États belgiques unis étant rentrés sous domination autrichienne après la défaite des chefs de la révolution brabançonne, et leurs antiques constitutions étant assurées, le comte Charles de Merode fait don à l'empereur d'Autriche d'une somme de quarante mille florins pour les frais de guerre contre la première République française.
Il émigre en Allemagne lors de l’occupation des Pays-Bas autrichiens par les Français et il ne revient qu’en 1800 après l’établissement du consulat. Maire de la ville de Bruxelles en 1805, nommé à cette fonction par arrêté daté de Milan du 17 prairial an XIII (6 juin 1805), il fait chérir son administration, mais nommé sénateur, il résigne les devoirs de cette charge dès l'année 1809 (son successeur étant nommé par décret daté du camp impérial de Schoenbrunn le 5 août 1809). Nommé grand cordon de l'Ordre de la Réunion, il est appelé en 1809 au Sénat conservateur par l'empereur Napoléon.  Il y défend courageusement les droits du pape Pie VII méconnus par la domination impériale. Il est fait Comte d'Empire le 28 mai 1809.
Nommé en 1814 vice-président du conseil privé sous le gouvernement provisoire du prince d'Orange, il devient par la suite maréchal de la cour du roi des Pays-Bas et reçoit en 1823 les insignes de grand'croix de l'Ordre du Lion néerlandais.
Après avoir signé le premier la mémorable pétition de 1829 en faveur de la liberté de l'enseignement, le comte Charles de Merode meurt à Bruxelles le 18 février 1830.
Son monument funéraire, en marbre noir, est visible dans l'église Notre-Dame des Minimes à Bruxelles.

## Famille
En 1778, il épouse Marie d'Ongnies de Mastaing, princesse de Grimberghe, dame de l'Ordre de la Croix étoilée et dernière du nom et héritière par sa mère de la branche de Merode-Deinze, apportant entre autres héritages, les châteaux de Crupet, Ham-sur-Heure, Rixensart et Solre-sur-Sambre. 

Il est le père de :
- Félix de Merode, membre du Gouvernement provisoire et du Congrès après la révolution Belge.
- Werner de Merode (1797-1840), membre du Congrès
- Frédéric de Merode, martyr de la révolution Belge, qui a son monument sur la place des Martyrs.

## Sources
- Biographie générale des Belges Sur GoogleBooks
- « Charles de Merode (1762-1830) », dans Adolphe Robert et Gaston Cougny, Dictionnaire des parlementaires français, Edgar Bourloton, 1889-1891 [détail de l’édition]
- Maison de Merode
- De Meyer, F., Hoog geboren, ambitieus en eigenzinnig. Marie Catherine Josephe, gravin van Merode en prinses van Rubempré en Everberg (1743-1794). Gorredijk, 2023.
- Notices d'autorité :   - VIAF
  - ISNI
  - GND
- Notices dans des dictionnaires ou encyclopédies généralistes :   - Biographie nationale de Belgique
  - Deutsche Biographie